# Heliport Kitsissuarsuit

i7
i11
i13
Der Heliport Kitsissuarsuit (ICAO-Code: BGKT) ist ein Hubschrauberlandeplatz in Kitsissuarsuit im westlichen Grönland. Da er kein Abfertigungsgebäude besitzt, wird der Heliport auch als Helistop bezeichnet.

## Lage und Ausstattung
Der Heliport liegt im westlichen Teil des Dorfs, liegt auf einer Höhe von 18 Fuß und hat eine mit Schotter bedeckte kreisrunde Landefläche mit einem Durchmesser von 30 m.

## Fluggesellschaften und Ziele
Der Heliport wird von Air Greenland bedient, die regelmäßige Flüge zum Flughafen Aasiaat anbietet.